# Olaszország elnökeinek listája
Ez a lista az Olasz Köztársaság elnökeit tartalmazza, akik 1946, a köztársaság kikiáltása óta betöltötték e tisztséget.

## Az Olasz Köztársaság ideiglenes államfői (1946–48)
| # | Név               | Kép              | Élt       | Hivatalba lépett   | Hivatalát elhagyta | Párt                           |
| - | ----------------- | ---------------- | --------- | ------------------ | ------------------ | ------------------------------ |
| 1 | Alcide De Gasperi |                  | 1881–1954 | 1946. június 13.   | 1946. július 1.    | Olasz Kereszténydemokrata Párt |
| 2 | Enrico De Nicola  |                  | 1877–1959 | 1946. július 1.    | 1947. június 26.   | Olasz Liberális Párt           |
| 2 | Enrico De Nicola  | 1947. június 26. | 1877–1959 | 1947. december 31. |                    | Olasz Liberális Párt           |

## Az Olasz Köztársaság elnökei (1948 óta)
| #    | Név                                            | Kép | Élt       | Hivatalba lépett    | Hivatalát elhagyta | Párt                           |
| ---- | ---------------------------------------------- | --- | --------- | ------------------- | ------------------ | ------------------------------ |
| I    | Enrico De Nicola                               |     | 1877–1959 | 1948. január 1.     | 1948. május 12.    | Olasz Liberális Párt           |
| II   | Luigi Einaudi                                  |     | 1874–1961 | 1948. május 12      | 1955. május 11.    | Olasz Liberális Párt           |
| III  | Giovanni Gronchi                               |     | 1887–1978 | 1955. május 11.     | 1962. május 11.    | Olasz Kereszténydemokrata Párt |
| IV   | Antonio Segni                                  |     | 1891–1972 | 1962. május 11.     | 1964. december 6.  | Olasz Kereszténydemokrata Párt |
| –    | Cesare Merzagora (átmeneti elnöki megbízással) |     | 1898–1991 | 1964. augusztus 10. | 1964. december 29. | Olasz Kereszténydemokrata Párt |
| V    | Giuseppe Saragat                               |     | 1898–1988 | 1964. december 29.  | 1971. december 29. | Olasz Szociáldemokrata Párt    |
| VI   | Giovanni Leone                                 |     | 1908–2001 | 1971. december 29.  | 1978. június 15.   | Kereszténydemokrata Párt       |
| VII  | Sandro Pertini                                 |     | 1896–1990 | 1978. július 9.     | 1985. június 29.   | Olasz Szocialista Párt         |
| VIII | Francesco Cossiga                              |     | 1928–2010 | 1985. július 3.     | 1992. április 28.  | Olasz Kereszténydemokrata Párt |
| IX   | Oscar Luigi Scalfaro                           |     | 1918–2012 | 1992. május 28      | 1999. május 15.    | Olasz Kereszténydemokrata Párt |
| X    | Carlo Azeglio Ciampi                           |     | 1920–2016 | 1999. május 18.     | 2006. május 15.    | Független                      |
| XI   | Giorgio Napolitano                             |     | 1925–2023 | 2006. május 15.     | 2015. január 14.   | Olasz Demokrata Párt           |
| XII  | Sergio Mattarella                              |     | 1941–     | 2015. február 3.    | Hivatalban         | Független                      |